# Saint-Jérôme
Saint-Jérôme é uma cidade do Canadá, província de Quebec. Está localizado a 40 km noroeste de Montreal, perto de Mirabel, e é parte da região metropolitana da grande Montreal. Possui uma população de 62 418 habitantes (do censo nacional de 2001).
45° 47′ N, 74° 00′ O

## Origens do nome
A cidade é nomeada após Jerónimo de Estridão, São Jerónimo, Jerônimo na ortografia brasileira, (cerca de 340 — 30 de Setembro de 420), de seu nome completo Eusebius Sophronius Hieronymus, conhecido sobretudo como tradutor da Bíblia do grego antigo e do hebraico para o latim. É o padroeiro dos bibliotecários.